# Marcha por la vida en París
La marcha de París por la vida (en francés: Marche pour la vie ) es una manifestación anual de protesta contra el aborto celebrada en París a fines de enero, cerca de la fecha del aniversario de la ley de 1975 que legalizó el aborto en Francia. El evento fue creado en 2005 por varias organizaciones provida francesas en el trigésimo año del aborto legal al que se opone. Se define a sí mismo como no confesional y no partidista. 
A lo largo de los años, la Marcha por la Vida de París se ha convertido en la reunión anual provida más grande de Europa. Las estimaciones del número de asistentes en 2008 oscilan entre 2.500 y 20.000 personas. El rally atrae a delegaciones de países europeos distintos de Francia, en particular Italia, España, Bélgica, Reino Unido, Polonia, Suiza, Alemania e Irlanda. 

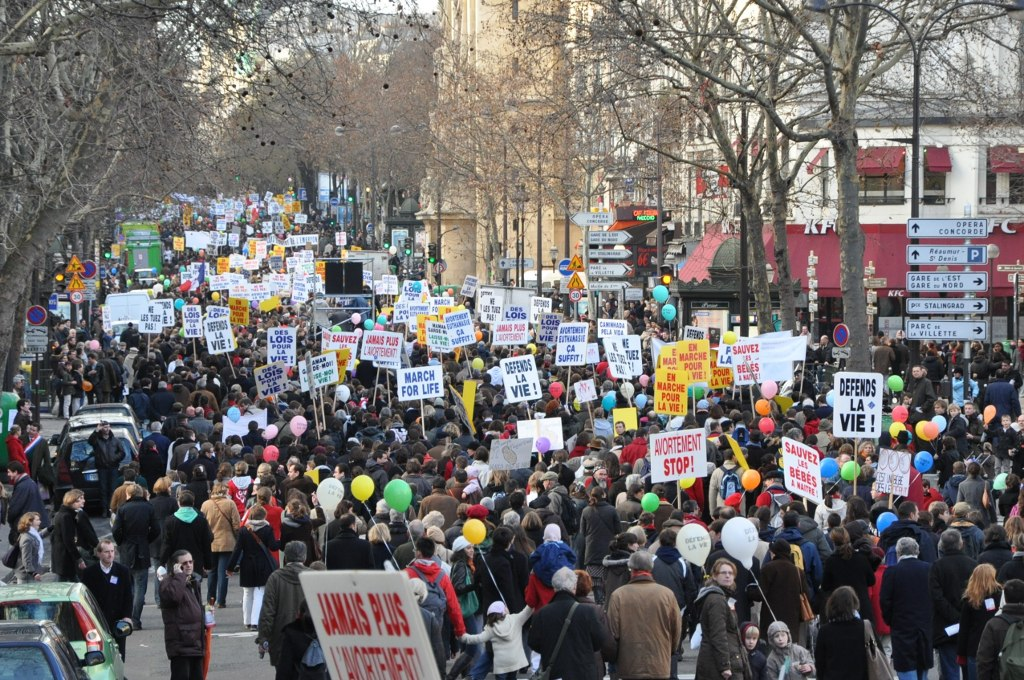
Marcha por la Vida, París. 17 de enero de 2010.

En 2010 se registró un fuerte aumento de la asistencia, posiblemente de hasta 25.000, en comparación con las 15.000 de 2009. Desde entonces, estas cifras han aumentado a 50.000 en 2017.
 

## Antes de 2005
La lucha contra el aborto siempre ha existido en diversas formas, en particular en la forma de acciones denominadas Comandos provida a principios de la década de 1990, que llegaron al saqueo de un centro de aborto.
Con el reforzamiento de la legislación a favor del aborto por las leyes Neiertz de 1993, luego las leyes Aubry de 2001 y luego de que Xavier Dor fuera a prisión por manifestación ilegal, este tipo de acciones terminaron por detenerse.
Las primeras manifestaciones pacíficas comenzaron el 17 de enero de 1988, donde varios miles de personas opuestas a la despenalización del aborto marcharon a la convocatoria de la Asociación, por lo que llamaron “objeción de conciencia a toda participación en el aborto” (AOCPA)  . El comité de patrocinio de la marcha incluyó a las siguientes personalidades: Jean Guitton , Michel Mohrt , Eugène Ionesco , Alfred Sauvy, Jeanne Bourin , Hamza Boubakeur y los sacerdotes católicos Guy Gilbert y Joseph Wresinski
El 22 de enero de 1995, 8.500 personas según la policía, 30.000 según los organizadores, marcharon al llamado de la Unión por la vida, presidida por la diputada de la UDF Christine Boutin , que reunió a una veintena de asociaciones contrarias al aborto, entre ellas la Confederación Nacional de Católicos Asociaciones familiares y elección de la vida.
Desde 1991, se lleva a cabo en octubre una marcha de oración "por la vida y contra la cultura de la muerte" por invitación de la Asociación Renaissance Catholique , una asociación cuyo propósito es "trabajar por la restauración de los valores cristianos en la sociedad francesa" . En 2008 habría reunido a varios centenares de personas según la policía.

## Manifestaciones provida
Desde 2005, la Marcha por la Vida es una manifestación anual que pide la abolición del aborto. Organizado por asociaciones provida y el Colectivo "30 años es suficiente / En marcha por la vida", tiene lugar en París en enero de cada año desde 2005.

### El colectivo “30 años es suficiente / En marcha por la vida”
El colectivo 30 años es suficiente reunió a las asociaciones francesas del movimiento provida en 2005, con motivo del trigésimo aniversario de la legalización del aborto en Francia. En el otoño de 2008, el colectivo tomó el nombre de “En marcha por la vida”.
Su objeto es federar la actuación de las distintas asociaciones que actúan con el objetivo de derogar el texto de la ley votada en 1975, conocida como "Ley  del Velo ". Estas asociaciones tienen acciones variadas: sensibilización del público en general, cabildeo parlamentario , acción espiritual , es decir, oración en las calles, asistencia en la acogida de la maternidad. El Colectivo reivindica un carácter apolítico y aconfesional.
“El Colectivo reúne asociaciones que actúan cada una en su campo y según su propio carácter para la defensa del niño por nacer, la protección materna y la promoción de la vida desde su concepción hasta su término natural  . »
En 2012, el colectivo “En marcha por la vida” estaba formado por las siguientes asociaciones: ACPERVIE-SOS Maternidad, AOCPA-Choisir la vie , Comité para Salvar al Niño por Nacer, Confederación de Familias Cristianas, Coordinación por la Vida en Saône-et-Loire , Pro-Life Students (EPV), God's Trece, Let Them Live SOS Future Mothers , Promoting, Catholic Renaissance , Shoreline, Carers Bearers of Hope, SOS Life, SOS Toddlers  .
En 2005, publicó un libro blanco que intentaba hacer un balance del aborto inducido en Francia.

### Ediciones de la "marcha por la vida"
La primera edición tuvo lugar el 23 de enero de 2005, habría reunido a 3.400 personas según la policía  .
La 4ª edición  se celebró el 20 de enero de 2008 con el apoyo de 6 obispos franceses ( André Fort , Dominique Rey , Raymond Centène , Guy Bagnard , Gilbert Aubry , Jean-Pierre Cattenoz). Según la policía, participaron 2.500. Los organizadores adelantaron la cifra de 20.000 manifestantes, que la prensa estima en “más de 10.000 ”.[cita requerida]
La 5ª edición  , que tuvo lugar el 25 de enero de 2009, exigió la alineación de la legislación europea sobre el aborto en el sentido de "respeto a la vida humana". 
La 6ª edición  tuvo lugar el domingo. 17 de enero de 2010, el 35 aniversario de la promulgación de la ley del Velo de 1975. Reclamando el apoyo de 25 obispos, incluido el cardenal Barbarin, habría reunido a 3.100 personas según la policía y entre 20 y 25.000 según los organizadores .[cita requerida]
La 7ª edición  tuvo lugar el 24 de enero de 2011 con 6.500 personas (40.000 según los organizadores) y el apoyo de numerosas personalidades como Christine Boutin en representación del PCD, Bruno Gollnisch y Xavier Lemoine , alcalde de Montfermeil .
La octava edición  tuvo lugar el 22 de enero de 2012, reuniendo a 6.850 participantes según la policía, 30.000 según los organizadores.
La edición de 2013 fue cancelada como parte de la oposición al matrimonio entre personas del mismo sexo y los organizadores se sumaron a La Manif pour tous .
En 2014, la marcha, organizada el 19 de enero, la víspera del examen por la Asamblea Nacional de la nueva ley sobre el aborto, reunió a 16.000 personas según la policía, 40.000 según los organizadores,[cita requerida] esta manifestación fue apoyada notablemente por el Papa Francisco, también contó con la presencia del cardenal Philippe Barbarin. Este año el evento comenzó desde la Plaza Denfert-Rochereau para terminar en los Invalides, los organizadores habían invitado a los participantes a venir vestidos de rojo y amarillo para mostrar su apoyo a los españoles  .
En 2015, organizado el 25 de enero, siempre apoyada por el Papa Francisco y varios obispos, la marcha reunió a 45.000 manifestantes según los organizadores, 11.000 según la jefatura de policía. Particularidad de la reunión de este año, la fuerte oposición a la eutanasia (el parlamento debe legislar en 2015 sobre este tema). Asistieron Viviane Lambert (madre de Vincent Lambert ), Bruno Gollnisch , Jacques Bompard , el cardenal Philippe Barbarin, Karim Ouchikh (presidente de SIEL ), Charles Beigbeder y Grégor Puppinck .
En 2016, el evento fue cancelado por motivos de seguridad relacionados con el terrorismo  .
La 11.ª edición tuvo lugar el 22 de enero de 2017  y reunió a 7.000 participantes según la policía, 50.000 según los organizadores.
La 12.ª edición tuvo lugar el 21 de enero de 2018 y reunió a 8.500 personas según la policía, 40.000 según los organizadores.
La 13.ª edición tuvo lugar el 20 de enero de 2019  y reunió a 7.400 personas según la policía, es decir 1.100 personas menos que el año anterior, mientras que los organizadores dan cuenta de 50.000 participantes, es decir 10.000 personas más. El tema central fue la preservación de la cláusula de conciencia del personal de enfermería  . El invitado de honor fue el senador argentino Mario Fiad, el Senado argentino votó en contra del aborto en agosto de 2018 a pesar de la fuerte presión de los organismos internacionales, según él.[cita requerida]